# Besser lackieren
Besser lackieren (Eigenschreibweise: BESSER LACKIEREN) ist eine 14-täglich erscheinende Fachzeitung für die industrielle Oberflächenbeschichtung, die vom Vincentz Network GmbH & Co. KG herausgegeben wird und die sich als einzige Publikation im deutschsprachigen Raum auf das organische Beschichten konzentriert.
Zielgruppe der Zeitung sind Entscheider in der industriellen Lackiertechnik: Lackierleiter, Produktionsleiter und technische sowie organisatorische Führungspersonen in lackierenden Betrieben.
Neben der gedruckten Ausgabe mit insgesamt 21 Ausgaben pro Jahr erscheinen im Verlag zwei Lehrbücher für die Ausbildung zum Verfahrensmechaniker für Beschichtungstechnik: Das Lernbuch der Lackiertechnik und das Arbeits- und Aufgabenheft der Lackiertechnik werden stets aktuell gehalten und gemeinsam mit Berufsschulehrern und Fachexperten erarbeitet.
Für die Zielgruppe der Fachzeitung veranstaltet der Verlag folgende Konferenzen und Kongresse:
- BESSER LACKIEREN KONGRESS für Entscheider und Experten von Inhouse- und Lohnbeschichtern
- ECOLROMAT für die Schienenfahrzeuglackierung
- INTAIRCOAT für die Lackierung von Luftfahrzeugen

Mit dem BESSER LACKIEREN AWARD wird jährlich ein Wettbewerb um die beste Lackiererei des Jahres ausgerufen, der sich zum Ziel gesetzt hat, die Unternehmen in der industriellen Beschichtung zu motivieren und zu prämieren, die sich der Herausforderung von Innovation, Leistung, sozialer Kompetenz, Ökologie und Wirtschaftlichkeit stellen. Eine unabhängige Jury und die Experten des Fraunhofer IPA gewährleisten die Objektivität des Wettbewerbs.
Ein LIEFERANTENAWARD fordert Firmen auf, ihre Lieferanten zu bewerten, um mehr Transparenz zu schaffen. Er wurde 2018 erstmals durchgeführt.
Digitale Angebote werden vom Verlag ebenfalls im Rahmen von BESSER LACKIEREN angeboten: Internetseite, deutschsprachiger Newsletter, englischsprachiger Newsletter, Veranstaltungen bei Firmen aus der industriellen Oberflächenbeschichtung und Live-Webinare zu Fachthemen.